# Грань (Воронежская область)
Грань — село в Павловском районе Воронежской области России.
Входит в состав Покровского сельского поселения.
| 1859 | 1897  | 2009 | 2010 |
| ---- | ----- | ---- | ---- |
| 729  | ↗1100 | ↘415 | ↘388 |

## География
Расположено в западной части поселения, вытянуто вдоль левого берега реки Дон. Удалено от центра поселения на 9 км.
В селе имеются две улицы — Озёрная и Первомайская.

## История
Село возникло в середине XVIII века, как два хутора — Ионов и Таранов. К середине XIX века оба хутора объединились под названием Грань — по наименованию рядом находящегося озера. В 1859 году на хуторе Грань насчитывалось 70 дворов, численность мужского населения составляла — 363 человека, женского — 366 человек. В 1900 году в селе было 1117 жителей, 207 дворов, общественное здание и лавка.
В марте 2015 года в селе произошел пожар, в результате которого выгорела часть одной из улиц.